# Hyperolius baumanni
Hyperolius baumanni és una espècie de granota de la família dels hiperòlids que viu a Ghana i Togo.